# Rhacophorus maximus
Espèce
Synonymes
- Rhacophorus gigas Jerdon, 1870

Statut de conservation UICN

 LC  : Préoccupation mineure
Rhacophorus maximus est une espèce d'amphibiens de la famille des Rhacophoridae.

## Répartition et habitat
Cette espèce se rencontre :
- dans le sud du Laos ;
- dans le nord du Viêt Nam ;
- dans le sud de la République populaire de Chine au Yunnan et au Tibet ;
- dans le nord-est de l'Inde dans les États d'Arunachal Pradesh, d'Assam, du Bengale-Occidental, du Manipur, du Meghalaya, du Nagaland et du Mizoram ;
- au Népal ;
- dans l'ouest de la Thaïlande.

Sa présence est incertaine dans le nord du Bangladesh.
Elle vit dans les forêts tropicales humides de basse altitude et de sub-montagne.

## Publications originales
- Günther, 1858 : Catalogue of the Batrachia Salientia in the collection of the British Museum (texte intégral).
- Günther, 1858 : Neue Batrachier in der Sammlung des Britischen Museums. Archiv für Naturgeschichte, vol. 24, no 1, p. 319-328 (texte intégral).
- Jerdon, 1870 : Notes on Indian Herpetology. Proceedings of the Asiatic Society of Bengal, vol. 1870, p. 66-85 (texte intégral).